# Weerstandspunten
Weerstandspunten worden bij met name dammen en schaken volgens het Zwitsers systeem gebruikt om een rangorde te bepalen wanneer het aantal gescoorde punten van twee of meer spelers gelijk is.
De weerstandspunten van een speler worden bepaald door de punten van diens tegenstanders op te tellen. Het idee hierachter is dat iemand die meer weerstandspunten heeft behaald sterkere tegenstanders heeft gehad en dat de prestatie van het scoren van het behaalde aantal punten groter is.

## Varianten

### Solkoff Truncated
Solkoff Truncated (afgekort:Tsolk) is een variant waarbij de punten van de tegenstanders worden opgeteld en daarna de laagste score wordt afgetrokken.
Mocht er dan nog steeds geen beslissing zijn gevallen, dan worden de laagste twee scores afgetrokken, enz.
Het komt ook regelmatig voor dat de hoogste en de laagste score worden afgetrokken.

### Sonneborn-Bergersysteem
Bij een volledige competitie (waar alle spelers tegen elkaar spelen) zijn weerstandspunten niet geschikt om de uitslag te bepalen omdat spelers met hetzelfde aantal punten evenveel weerstandspunten hebben.
In dat geval, maar ook anderszins als weerstandspunten geen oplossing opleveren, wordt ook wel het Sonneborn-Bergersysteem gebruikt.